# ジャスパーウェア

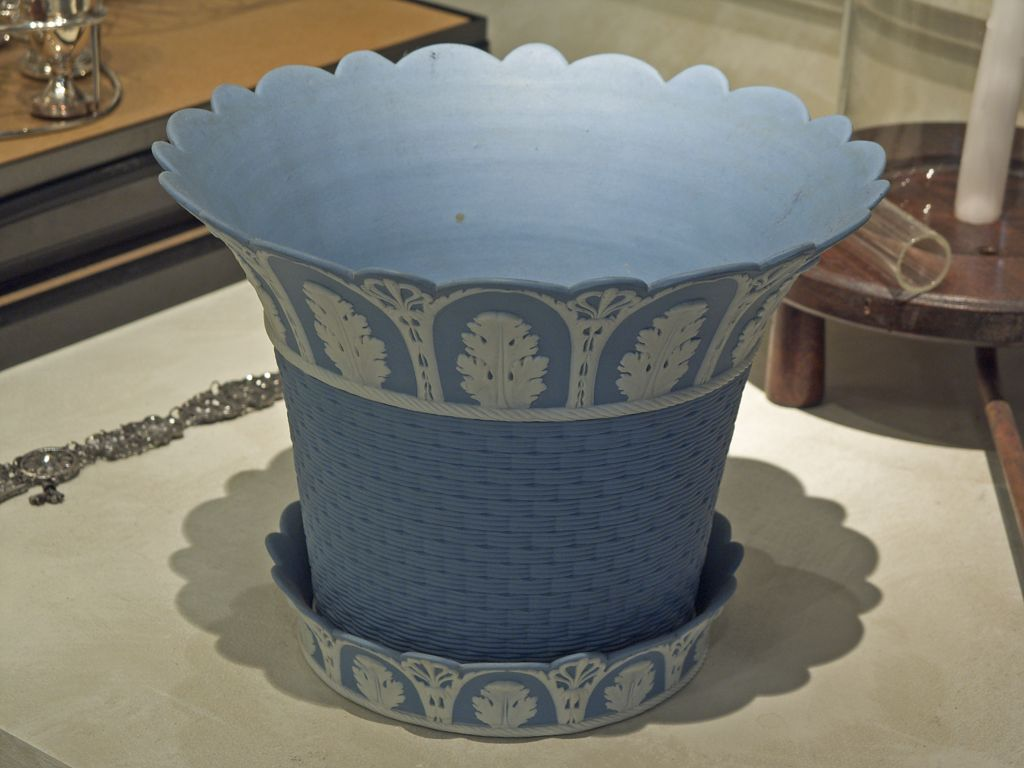
シンクタンクバーミンガム科学博物館にあるウェッジウッドの装飾植木鉢

ジャスパーウェア (Jasper ware) は、イギリスのジョサイア・ウェッジウッドが開発した陶磁器の一つ。

## 概説
炻器（ストーンウェア）のひとつで、カメオガラスなど古代ギリシャ、古代ローマ美術の形状や装飾をモティーフとし、J. ウェッジウッドが4年の研究を経て1774年に完成させた。この技法を用いて1790年にウェッジウッドが再現した「ポートランドの壷」が有名。その古典主義的なスタイルは一世を風靡、ヨーロッパ中を席巻し、それまでのロココ的デザインの陶磁器を一掃、大陸の諸窯を衰退させるほどであった。またジャスパーウェアを模倣した陶磁器もさかんに製作された。以後長い間にわたりウェッジウッド社の象徴、主力商品として発展し、現代でもさかんに生産されている。多くは表面に別色のレリーフ装飾が施され、質的には磁器に近く堅牢で実用性と装飾性が両立しており、また工芸品と近代工業製品の双方の要素を併せ持ち、きわめて広範に亘る用途の器物が製作されている。

## 種類
大きく二つに分けられる。
ディップドカラー
胎土に色素を含ませず、外面を青や緑などの色で覆ったもの。二色のものもある。またごくまれに色を含ませた胎土に別の色を被せたものもある。
ソリッドカラー
胎土に色素を含ませたもの。現在はこれが主流を占めている。

## 色

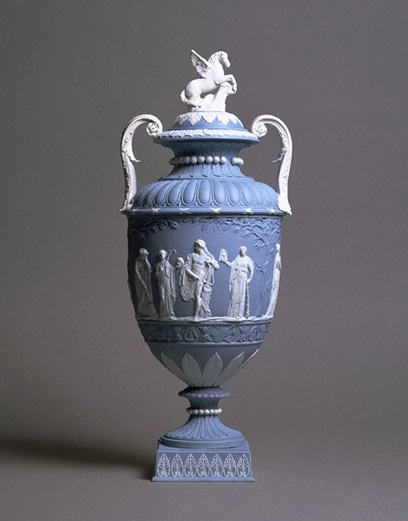
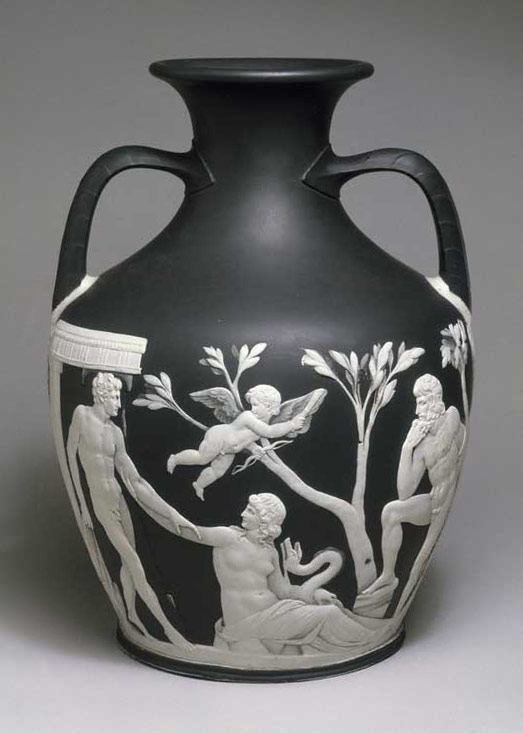
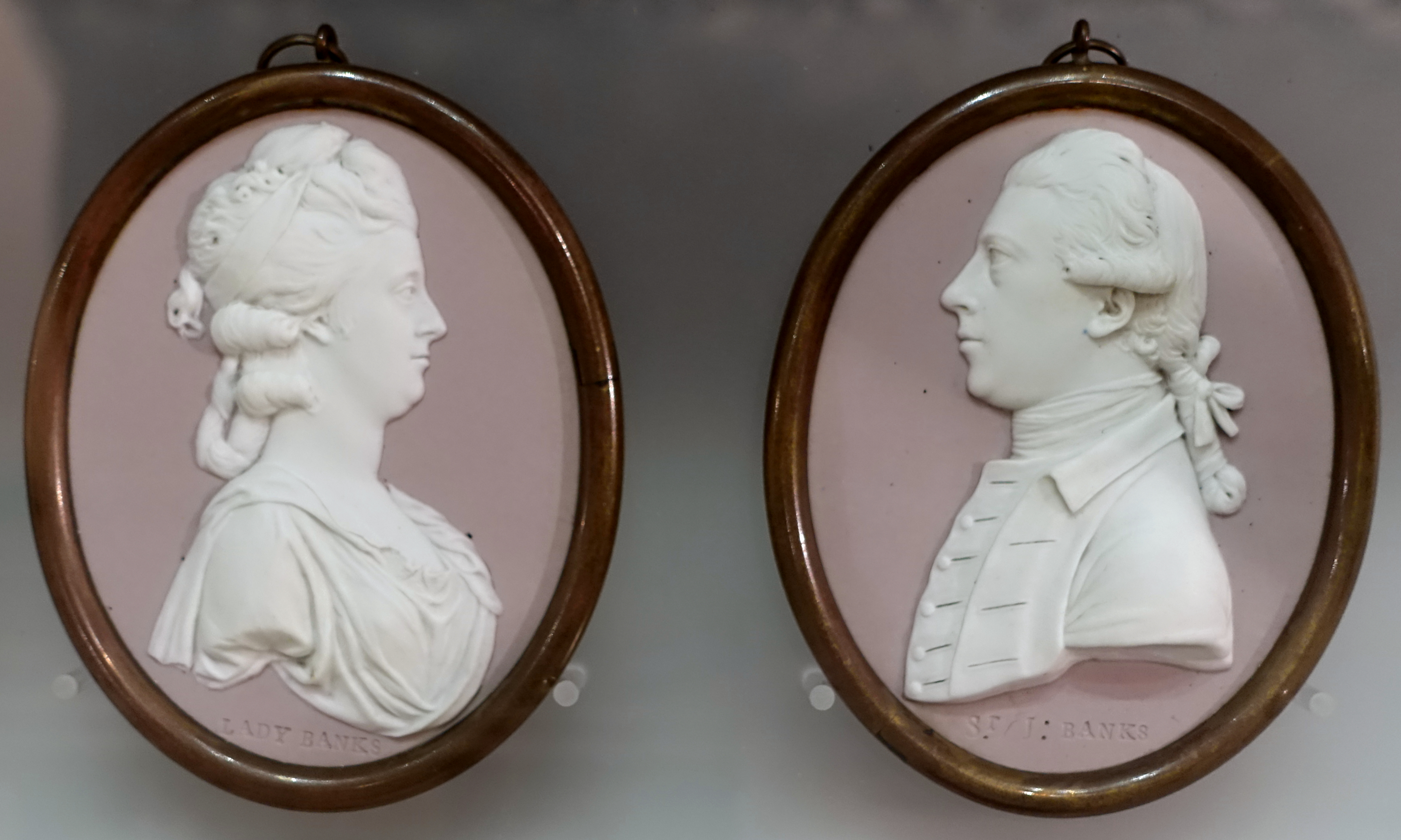
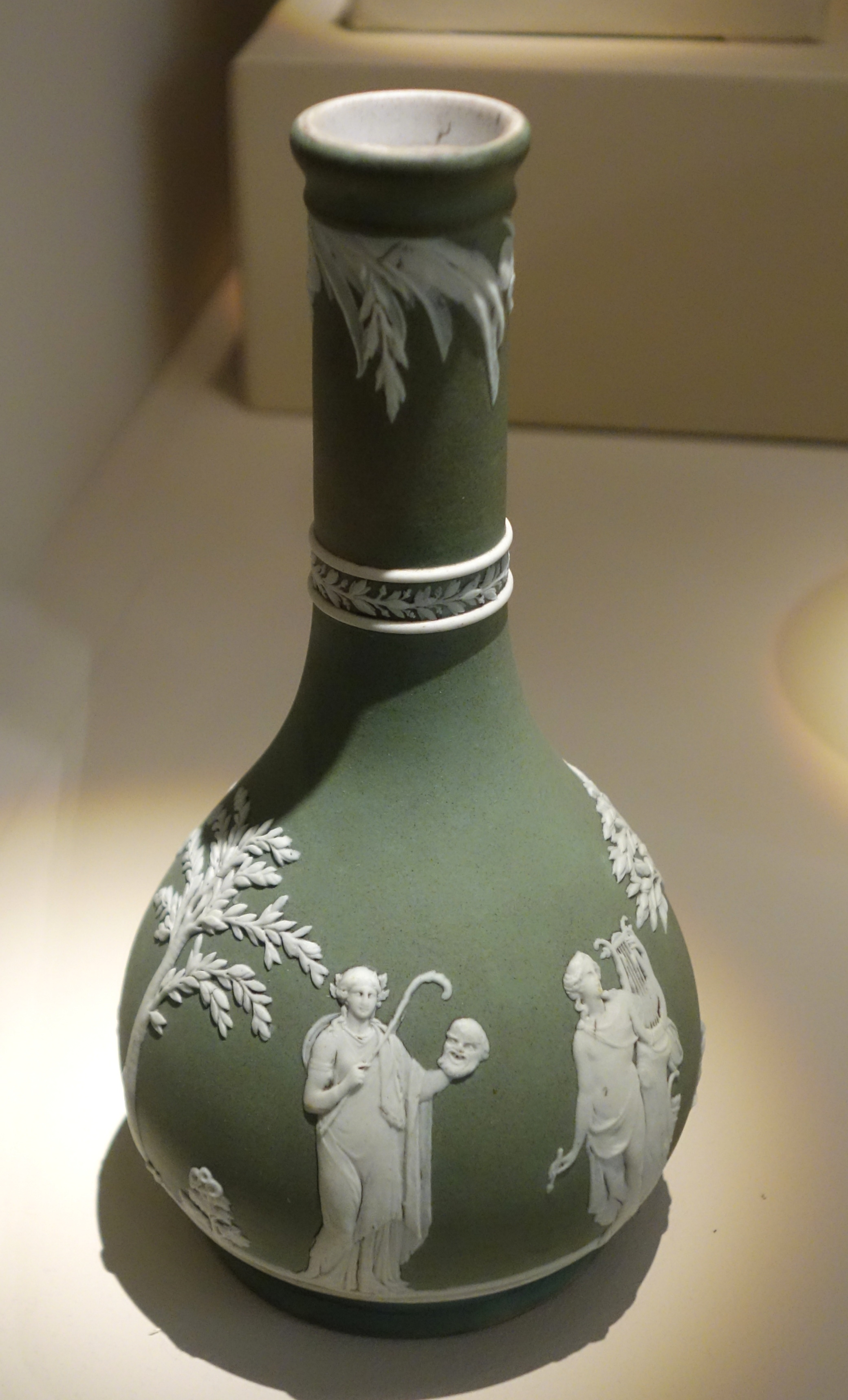
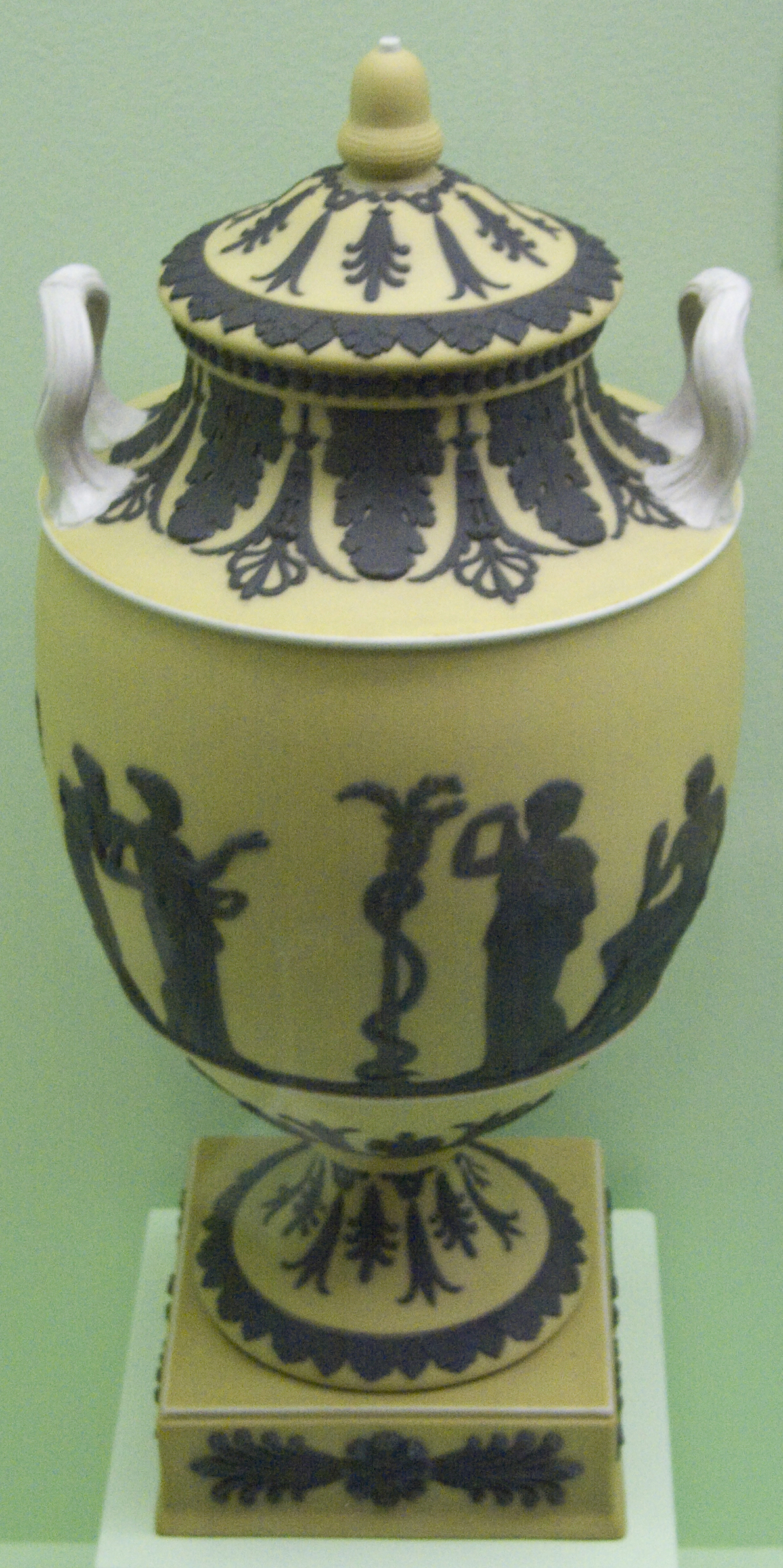
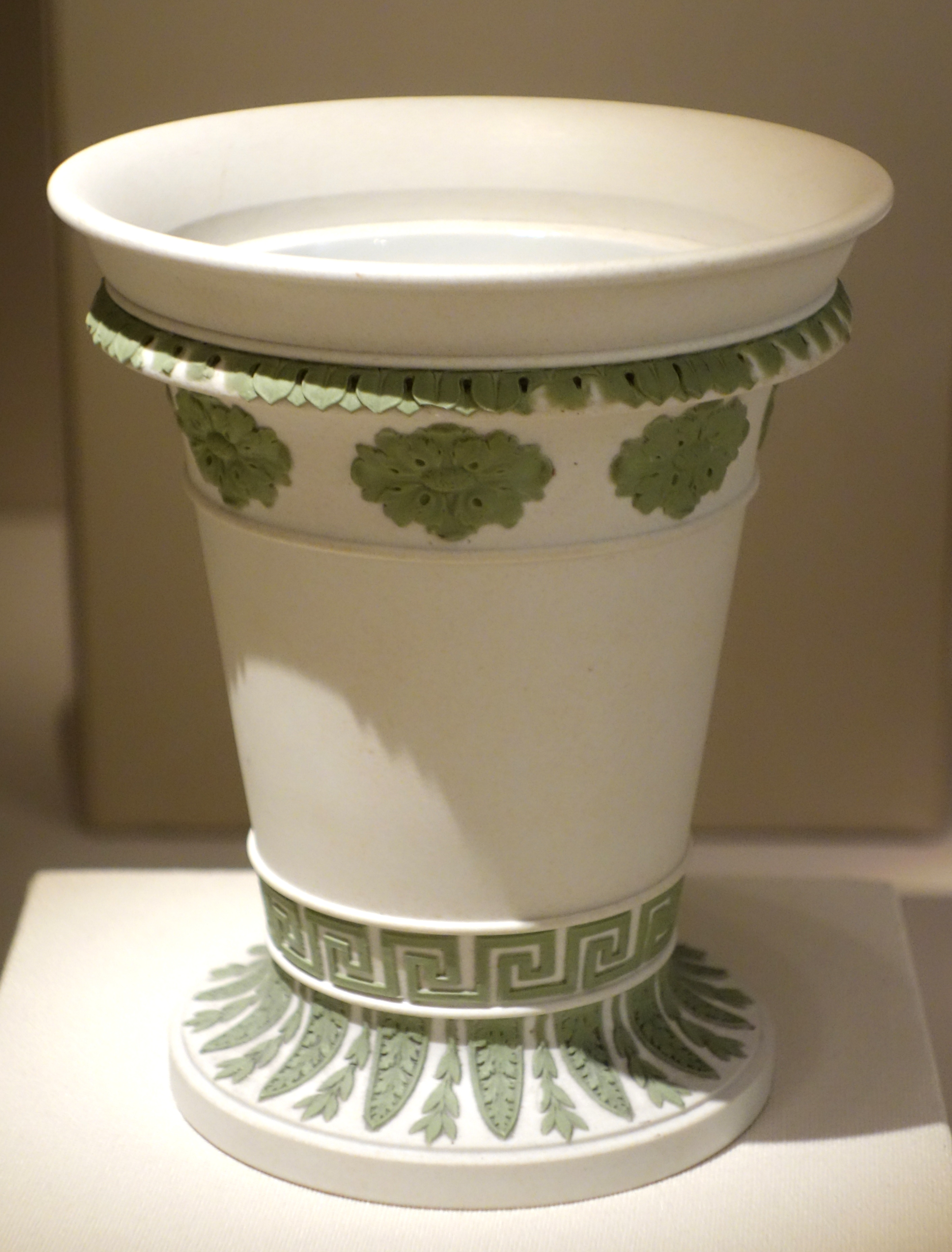
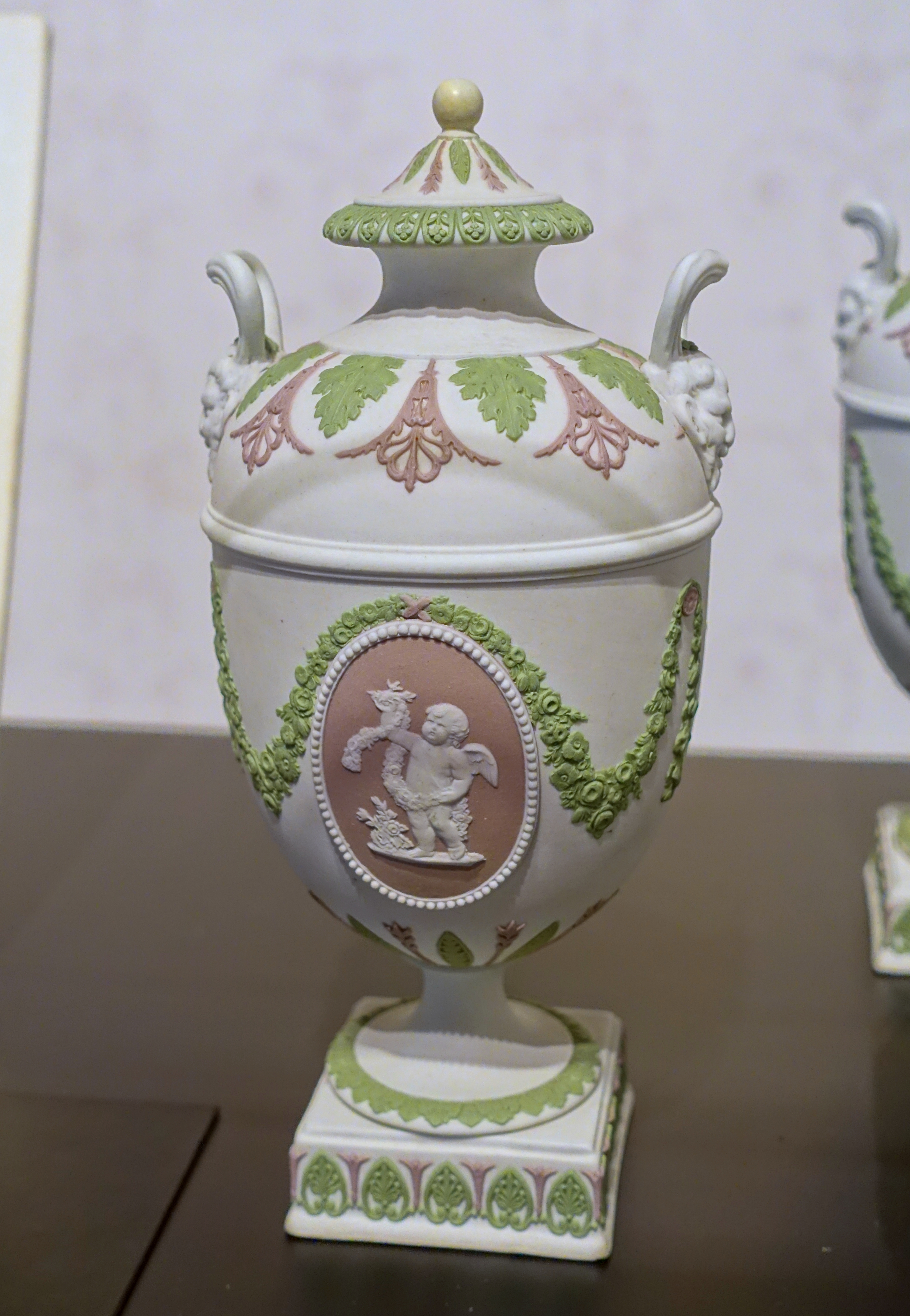

ジャスパーウェアで使われる、主な色は次の通りである。
ペールブルー
明るい青。ジャスパーを代表する色で、「ウェッジウッド・ブルー」とも言われ、一般的にも色の名称として用いられるほどの有名色。ディップドカラー、ソリッドカラー共に作られる。現在はソリッドカラーのみだが、色別に見ると生産量がもっとも多い。
ロイヤルブルー
濃い青。現代ではディップドカラーのみわずかに作られる。
ポートランドブルー
くすんだ藍色。
セージグリーン
明るい灰緑色。ペールブルーに次いで生産量が多い。ディップドカラー、ソリッドカラー共に作られる。
グリーン
濃い草色。ディップドカラーのみ。現在は作られていない。オリーヴグリーンとも言われる。
ティールグリーン
青みがかった緑色。ディップドカラー、ソリッドカラー共に作られるが、あまり多くない。
トープ
茶色。ソリッドカラーのみ。数は少ない。
ライトトープ
ごく稀に作られる。象牙色に近い黄土色。
イエロー
薄い黄色。黒いレリーフが施されることが多い。
プリムローズ
薄い黄色。中国風デザインのシリーズにしばしば使われることがある。
ケーン
ややくすんだ黄色。ケーン・ウェアの色を引き継いでいる。ディップドカラー、ソリッドカラー共にあるが、数は非常に少ない。
テラコッタ
煉瓦色。本当の意味でのテラコッタ（素焼土器）ではない。ロッソ・アンティコの色を引き継いだもの。ソリッドカラーのみ。1950年代後半にたくさん作られた。
ライラック
藤色。古くからある色で、ディップドカラー、ソリッドカラー共にある。生産量は多くない。
クリムゾン
濃いえんじ色。ほんの一時期にしか作られなかったので、見る機会は少ない。ディップドカラーのみ。
ブラック
黒。ディップドカラー、ソリッドカラー共にある。ソリッドカラーのものはブラックバサルトと間違えられやすい。
グレー
灰色。ディプドカラー、ソリッドカラー共にあるが数は少ない。ソリッドのものは1980年代に作られている。
ホワイト
ややくすんだ白。ソリッドカラーのみ。本体がこの色のものは少ないが、逆にレリーフとしてはもっとも普通に使われる。
ワインカラー
近年、クリムゾンをソリッドカラーで復元させた色。

## デザイン
古典主義的で簡潔な均衡感を重視し、過度の装飾はない。ポートランドの壷やエトラスカンジャグ、アーンヴェースなど、実際のギリシャ、ローマの器物の形状、意匠をそのまま取り入れているものが多い。また中国の陶磁器の模造もよく見られる。デザイナーとしてはJ. フラックスマン、レディ・ティンプルトンらがよく知られる。

## 装飾技法
レリーフ
ジャスパーウェアの装飾としては、レリーフ（貼花）がもっとも一般的である。ギリシア、ローマのモティーフ（神やニンフ、パルメット文、ロータス文、アカンサス文、ローレル文など）が多いが、古代エジプトのモティーフや中国風のモティーフもある。また人物、動物、鳥、王族や著名人の胸像や建造物、紋章、文字、風景、キャラクターなどそれ以外のものも少なくない。レリーフは本体とは別の色のものを貼り、二色が使われることもある。
型打ち、浮彫り
アカンサス文などが型打ちされることもある。また弦文が浮彫りで施されることが多い。
金彩
まれに金彩が施されることがある。ブラックに多い。
スグラフィート
カットグラスのように、表面をグラインダーで削って模様付けしたもの。ディップドカラーのものに施されるものがほとんどで、胎土の色が現れて美しい模様となるが、作例は少ない。
練上 (ねりあげ)
二色以上の胎土を練り混ぜて模様を作る技法。数は少ない。
釉薬
1960年代まで、耐水性や対油脂性が必要なものに、見込（内面）に限り釉薬をかけたものが多かった。現在では釉薬は使われていない。

## 用途
壷、花器、茶器、蓋物、皿、ボウル、ジャグ、ボトル、時計、プラーク、フィギュアリン、インク壷、植木鉢、装身具、タイル、調理具や食器の柄、室内建具や器物の装飾、ハイヒールのかかと、ボタン、燭台、香炉、電話機、ライター、指貫など。

## その他
- ジャスパーとは本来英語で碧玉のこと。また英語圏の人名（氏、名 {男性} とも）にもある。
- ジャスパーウェアは発売後すぐに好評を博し、マイセンなど、大陸の著名陶磁器メーカーもさかんに模倣品を製作した。明治以降日本でも作られている。
- ウェッジウッドが開発したストーンウェアには、ジャスパーのほかブラックバサルト、ドラッブストーンウエア、ホワイトストーンウェア、ケーンウェア、ロッソアンティコ、アゲイトウェアがある。